# Saint-Avaugourd-des-Landes
Saint-Avaugourd-des-Landes – miejscowość i gmina we Francji, w regionie Kraj Loary, w departamencie Wandea.
Według danych na rok 1990 gminę zamieszkiwało 590 osób, a gęstość zaludnienia wynosiła 28 osób/km² (wśród 1504 gmin Kraju Loary Saint-Avaugourd-des-Landes plasuje się na 792. miejscu pod względem liczby ludności, natomiast pod względem powierzchni na miejscu 519.).